# Tiger Aspect Productions
Tiger Aspect Productions (anteriormente conocida como Tiger Television/Tiger Television Production desde 1990 hasta 1994 y también conocida como Tiger Aspect Films para películas teatrales) es una productora de cine y televisión británica , particularmente conocida por sus comedias de situación . Fundada por Peter Bennett-Jones, sus producciones han incluido éxitos populares como Mr. Bean y The Vicar of Dibley.
También ha producido dramas de televisión como Murphy's Law y Sherlock Holmes and the Case of the Silk Stocking , y en octubre de 2006, su serie dramática Robin Hood comenzó a mostrarse en BBC One . También produjeron la serie de telerrealidad estadounidense Damage Control para MTV , y la serie infantil animada Charlie and Lola , que se basó en los libros escritos por Lauren Child . Tiger Aspect también ha realizado un documental en el Buckinghamshire Railway Centre (BRC), Quainton , sobre la vida de Sir John Betjeman para las celebraciones de su centenario.
En junio de 2006, IMG Media , un grupo internacional de talentos y derechos, compró Tiger Aspect y Tigress Productions  , pero luego las vendió a Endemol UK en noviembre de 2009.

## Filmografía
- And When Did You Last See Your Father? (coproducción con Film4, UK Film Council, EM Media y European Development Fund)
- The Bad Education Movie (coproducción con Cave Bear Productions y Entertainment Film Distributors)
- Bean (coproducción con PolyGram Filmed Entertainment, Gramercy Pictures y Working Title Films)
- Billy Elliot (coproducción con Universal Focus, Working Title Films, StudioCanal y BBC Films)
- The Boys Are Back (coproducción con Australian Film Finance Corporation, Miramax Films, Hopscotch Productions, Screen Australia, South Australian Film Corporation, HanWay Films y Southern Light Films)
- Dog Eat Dog (coproducción con Film4, Senator Film, y Shona Productions)
- Kevin & Perry Go Large (coproducción con Icon Productions, Icon Entertainment International y Fragile Films)
- The League of Gentlemen's Apocalypse (coproducción con  Universal Pictures, Film4, United International Pictures y Hells Kitchen International)
- The Martins (coproducción con Icon Productions, Icon Entertainment International y Isle of Man Film Commission)
- Las vacaciones de Mr. Bean (coproducción con Universal Pictures, StudioCanal and Working Title Films)
- Omagh (coproducción con Hell's Kitchen International, A-Film Distribution y Haut Et Court)

## Programas actuales
- An Island Parish (BBC Two, 2007–presente)
- The Good Karma Hospital (ITV1, 2017–presente)
- Peaky Blinders (BBC Two, 2013–2017; BBC One, 2018–presente)
- The Restoration Man (Channel 4, 2010–presente)

## Programas anteriores
- Adrian Mole: The Cappuccino Years (BBC One, 2001)
- Armchair Detectives (BBC One 2017)
- Argumental (Dave, 2008–2012)
- Backchat (BBC Three 2013–2014, BBC Two 2015)
- Bad Education (BBC Three, 2012–2014)
- Bad Sugar (Channel 4 2012)
- Beat the Crusher (Sky1, 1998)
- Beehive (E4 2008)
- Benidorm (ITV1 2007–2018)
- Billie and the Real Belle Bare All (ITV2 2010)
- Blackadder: Back & Forth (Sky1 1999)
- Bounty Hunters (Sky1 2017–2019)
- Boy Meets Girl (BBC Two 2015–2016)
- Britain's Best Brain (Channel 5 2009)
- The Catherine Tate Show (BBC Two 2004–2006, 2009, BBC One 2007)
- Catherine Tate's Nan (BBC One, 2009–2015)
- Celeb (BBC One 2003)
- Chaos at the Chateau (Channel 4 2007)
- Charlie y Lola (CBeebies; Playhouse Disney, 2005–2008)
- Coming Down the Mountain (BBC One 2007)
- Country House (BBC One 1998–1999)
- Crackanory (Dave 2013–2017)
- Crooked House (BBC Four 2008)
- Cuffs (BBC One 2015)
- Damage Control (MTV, 2005 en los EE. UU.)
- The Dame Edna Treatment (ITV1 2007)
- Deadline (ITV2 2007)
- Decline and Fall (BBC One 2017)
- The Deep (BBC One 2010)
- Double Time (ITV1 2007)
- Drunk History (Comedy Central, 2015–2017)
- Family Business (BBC One 2004)
- Fat Friends (ITV, 2005)
- The Fitz (BBC Two, 2000)
- Fortitude (Sky Atlantic, 2015–2018)
- Gimme Gimme Gimme (BBC Two 1999–2000, BBC One 2001)
- Grandma's House (BBC Two 2010–2012)
- Harry & Paul (BBC One 2007–2008, BBC Two 2010–2012)
- Harry Enfield and Chums (BBC One 1994–1998)
- Harry Enfield's Brand Spanking New Show (Sky1, 2000)
- Horne & Corden (BBC Three 2009)
- The Hound of the Baskervilles (BBC One, 2002)
- House Auction (Channel 4, 2005)
- I Survived a Zombie Apocalypse (BBC Three 2015)
- Jack Whitehall: Travels with My Father (Netflix 2017–2021)
- Justin Lee Collins: Good Times (Channel 5 2010)
- Justin Lee Collins: Turning Japanese (Channel 5 2011)
- Ladies of Letters (ITV3 2010–2009)
- Lenny Henry in Pieces (BBC One 2000–2003)
- The Lenny Henry Show (BBC One 1984–2005)
- Let Them Eat Cake (BBC One, 1999)
- Life in Squares (BBC Two 2015)
- Life of Python (Showtime, BBC One, 1990)
- Lip Service (ITV2 2006)
- Little Crackers (Sky1, 2010–2012)
- Love and Marriage (ITV1, 2013)
- Low Winter Sun (serie británica; Channel 4, 2006)
- Low Winter Sun (serie estadounidense; AMC, 2013)
- Make Me a Supermodel (serie británica; Channel 5 2005–2006)
- Make Me a Supermodel (serie estadounidense; Bravo 2008–2009)
- Marvellous (BBC Two 2014)
- Mister Eleven (ITV1 2009)
- The Monastery (BBC Two 2005)
- Mount Pleasant (Sky1 2011–2017)
- Mr. Bean (ITV1 1990–1995)
- Mr. Bean: The Animated Series (ITV1, 2002–presente, CITV 2004-presente)
- Murder in Successville (BBC Three 2015–2017)
- Murphy's Law (BBC One, 2001–2007)
- My Fragile Heart (ITV1 2000)
- My Mad Fat Diary (E4, 2013–2015)
- My New Best Friend (Channel 4 2003)
- Nazi Pop Twins (Channel 4 2007)
- No Heroics (ITV2 2008)
- Paul Merton in China (Channel 5, 2007)
- Paul Merton in India (Channel 5, 2008)
- Paul Merton in Europe (Channel 5, 2010)
- Paul Merton's Adventures (Channel 5 2011)
- Perfect World (BBC Two, 2000–2001)
- Pilgrim's Rest (BBC One 1997)
- Playing the Field (BBC One 1998–2002)
- Prisoners’ Wives (BBC One 2012–2013)
- Psychobitches (Sky Arts 2012–2014)
- Public Enemies (BBC One 2012)
- Rescue Me (BBC One 2002)
- Ripper Street (BBC One 2012–2014, BBC Two 2016)
- Robin Hood (BBC One 2006–2009)
- Robson Green's Wild Swimming Adventure (ITV1 2009)
- Roman's Empire (BBC Two 2007)
- Rookies (A&E 2008–2009)
- Root Into Europe (ITV 1992)
- Ross Kemp in Afghanistan (Sky1 2008–2012)
- Ross Kemp in Search of Pirates (Sky1 2009)
- Ross Kemp on Gangs (Sky1 2004–2009)
- Ross Kemp: Battle for the Amazon (Sky1 2010)
- Ross Kemp: Behind the Story (Sky1 2009)
- Ross Kemp: Extreme World (Sky1 2011–2017)
- A Seaside Parish (BBC Two 2003)
- Secret Diary of a Call Girl (ITV2 2007–2011)
- Sherlock Holmes and the Case of the Silk Stocking (BBC One, 2004)
- Something for the Weekend (Channel 4, 1999–2000)
- Stella Street (BBC Two 1997–2001)
- Streetmate (Channel 4 1998–2001, 2016–2017, BBC One 2003, ITV2 2007)
- Summerhill (CBBC, 2008)
- Swiss Toni (BBC Three 2003–2004)
- Teachers (Channel 4 2001–2004)
- The Thin Blue Line (BBC One 1995–1996)
- This is Jinsy (Sky Atlantic, 2010–2014)
- Tinga Tinga Tales (CBeebies, Disney Junior, DreamWorks Channel, 2009–2011)
- Together (BBC Three 2015)
- Undercover Dads! (BBC Two,  2009)
- Vanity Lair (Channel 4, 2008)
- The Vicar of Dibley (BBC One, 1994–2007)
- Victoria's Empire (BBC One, 2007)
- Viewpoint (ITV, 2021)
- The Virgin Diaries (MTV UK, 2006)
- Vital Signs (ITV1 2006)
- White Girl (BBC One, 2008)
- The Worst Journey in the World (BBC Four, 2007)